# Forțele armate ale Statelor Unite ale Americii
Forțele armate ale Statelor Unite ale Americii (în engleză United States Armed Forces) sunt organizația militară de stat a SUA. După efectivul militar, sunt pe locul doi în lume (după China). După bugetul alocat, sunt pe primul loc în lume.
Forțele armate ale SUA au trei componente majore:
- Armata Statelor Unite ale Americii (U.S. Army) = forțele terestre,
- Forțele Navale ale Statelor Unite (U.S. Navy)
- Forțele Aeriene ale Statelor Unite ale Americii (U.S. Air Force).

Celelalte două componente sunt:
- United States Marine Corps (USMC) și
- United States Coast Guard (USCG).

Forțele armate ale SUA sunt un serviciu militar aparținând Departamentului Armatei, unul dintre cele trei departamente militare ale Departamentului (Ministerului) Apărării, Department of Defense sau DoD. 
Forțele armate ale SUA sunt conduse de Secretarul Armatei. Ofițerul militar de top în cadrul Departamentului este șeful Statului Major al Armatei. Cel mai înalt rang al ofițerilor armatei este în prezent cel de președinte al Joint Chiefs of Staff. Pe parcursul anului fiscal 2011, armata regulată a raportat un efectiv de 546.057 de militari, Garda Națională (ARNG) a raportat 358.078 de persoane, iar Armata de rezervă a Statele Unite ale Americii (USAR) a raportat 201.166 de persoane, rezultând un total de 1.105.301 de militari.

## Misiune
- Menținerea păcii și securității și apărarea Statelor Unite.
- Sprijinirea politicilor naționale ale SUA.
- Implementarea obiectivelor naționale ale SUA.
- Pedepsirea tuturor națiunilor responsabile de acte de agresiune care pun în pericol pacea și securitatea Statelor Unite.